# Шарифуллин, Даги Гарифуллович
Даги Гарифуллович Шарифуллин (1928—2003) — советский работник сельского хозяйства, комбайнер колхоза «Уныш» Лениногорского района Татарстана, Герой Социалистического Труда.

## Биография
Родился 15 июля 1928 года в селе Зай-Каратай Лениногорского района.
В 1943 году начал трудиться в колхозе «Уныш». В 1948 году был призван в армию, после которой вернулся в родное село и поступил в Бугульминскую школу механизации. После окончания школы работал комбайнером.
По итогам 1965 года Шарифуллин стал лучшим комбайнером Лениногорского района. Перед уборочной страдой 1966 года был назначен помощником бригадира комплексной бригады.
Занимался общественной деятельностью — неоднократно избирался депутатом сельского и районного советов, участвовал в профсоюзной жизни.
Умер 20 января 2003 года.

## Награды
- В 1966 году Д. Г. Шарифуллину было присвоено звание Героя Социалистического Труда с вручением ордена Ленина.
- Также награждён медалями «За победу над Германией в Великой Отечественной войне 1941—1945 гг.» и «За доблестный труд. В ознаменование 100-летия со дня рождения В. И. Ленина».